# Caristiidae
Caristiidae är en familj av fiskar. Caristiidae ingår i ordningen abborrartade fiskar (Perciformes). Enligt Catalogue of Life omfattar familjen Caristiidae 6 arter.
Arterna förekommer i alla hav över hela världen. Det vetenskapliga namnet är bildat av det grekiska ordet charistia som var en beteckning för en festival i Rom. Ryggfenan börjar vid huvudet och sträcker sig nästan fram till stjärtfenan. I analfenan finns 17 till 22 mjukstrålar och bröstfenorna är långsträckta. Födan utgörs antagligen av sifonoforer. Medlemmarna saknar simblåsa. Exemplaren vistas vanligen 300 till 800 meter under havsytan och de når ibland 2000 meters djup. Honor lägger ägg som överlämnas till vattnet.
Släkten enligt Catalogue of Life:
- Caristius
- Paracaristius
- Platyberyx